# Jeri Taylor
Jeri Cecile Taylor (ur. 30 czerwca 1938, zm. 24 października 2024) – amerykańska scenarzystka i producentka telewizyjna.

## Filmografia
producentka
- 1976: Quincy M.E.
- 1980: Magnum
- 1987: Gliniarz i prokurator
- 1995: Star Trek: Voyager

scenarzystka
- 1974: Domek na prerii
- 1984: Blue Thunder
- 1987: Gliniarz i prokurator
- 1995: Star Trek: Voyager